# Nudeln mit Tomatensauce

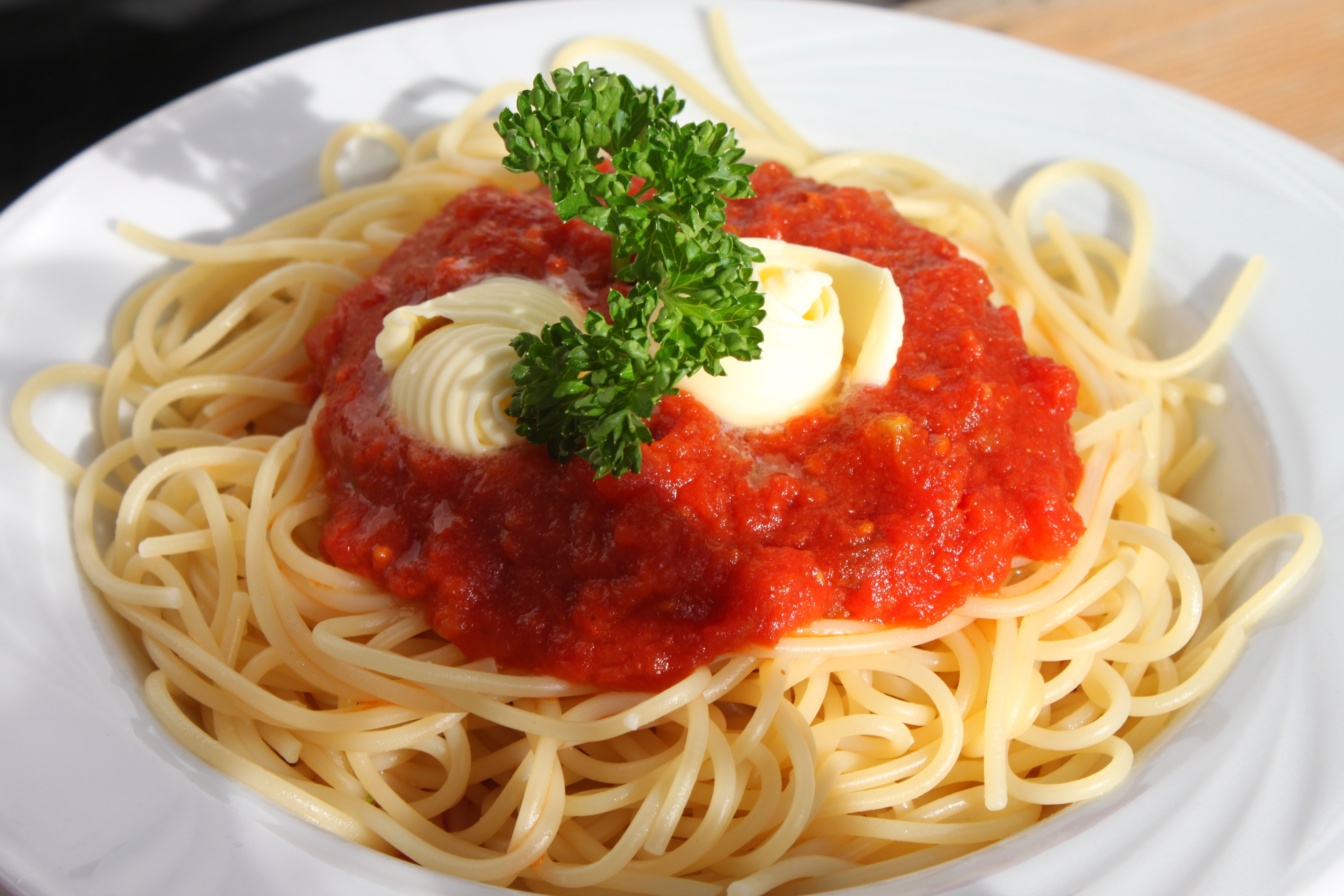
Spaghetti al pomodoro

Nudeln mit Tomatensauce (pasta al pomodoro ‚Nudeln mit Tomate‘) sind ein erster Gang der italienischen Küche. In deutschsprachigen Speisekarten wird dieses Gericht oft unter dem Phantasienamen „Spaghetti alla napoletana“ oder „Spaghetti Napoli“ angeboten.

## Geschichte
Tomaten sind in Italien seit etwa 1500 bekannt, jedoch zunächst nur als Zierpflanzen mit kirschgroßen, gelben Früchten (daher der Name pomo d’oro, „Goldapfel“). Spätestens seit der zweiten Hälfte des 18. Jahrhunderts sind große, rote Zuchtformen Bestandteil der italienischen Küche; gegen Ende des Jahrhunderts gehörten Nudeln mit pummarola ’n coppa (also mit „Tomaten obendrauf“) zu den Standardgerichten der Garküchen Neapels. Die erste schriftliche Erwähnung eines Pastagerichts mit Tomatensauce stammt aus dem Jahr 1790, enthalten in dem Kochbuch Apicio moderno von Francesco Leonardi.

## Zubereitung
Zur Zubereitung der Sauce werden Knoblauchzehen in Olivenöl erwärmt, dieses dadurch aromatisiert, die Zehen dann herausgenommen. Anschließend werden Tomaten (oder eine Mischung aus Tomatenmark und Wasser) und ein Basilikumzweig ins Öl gegeben, langsam stark eingekocht und durch ein Sieb gestrichen, wodurch Haut und Kerne der Tomaten entfernt werden und die Sauce eine sämige Konsistenz erhält. In alten Rezepten kommt statt des Basilikums auch Pfefferminze vor. Gewürzt wird darüber hinaus nur mit Salz und eventuell etwas Zucker. Zum Servieren werden die Nudeln mit der noch einmal erhitzten Sauce vermischt.